# 신대레포츠공원
신대레포츠공원(新垈레포츠公園, Sindae Leports Park)은 대한민국 경기도 평택시에 있는 스포츠 시설이다. 인조잔디 필드가 갖춰진 축구장 1면, 테니스장, 국궁장 등으로 구성되어 있으며, 2002년에 준공되었다.

## 참고 문헌
- “신대레포츠공원”. 평택시청.
- 《전국 공공체육 시설 현황 (2017년말 기준)》. 대한민국 문화체육관광부. 2019.